# Mercedes-Benz CLE
La Mercedes-Benz CLE (chiamata anche con la sigla C236 per la coupé e A236 per la cabriolet) è un'autovettura sportiva prodotta dalla casa automobilistica tedesca Mercedes-Benz dal 2023, realizzata come erede e sostituta sia della Mercedes-Benz Classe C Coupé che della Mercedes-Benz Classe E Coupé.
Sono previste anche due varianti più prestazionali, chiamate Mercedes-AMG CLE 53 e CLE 63.

## Descrizione

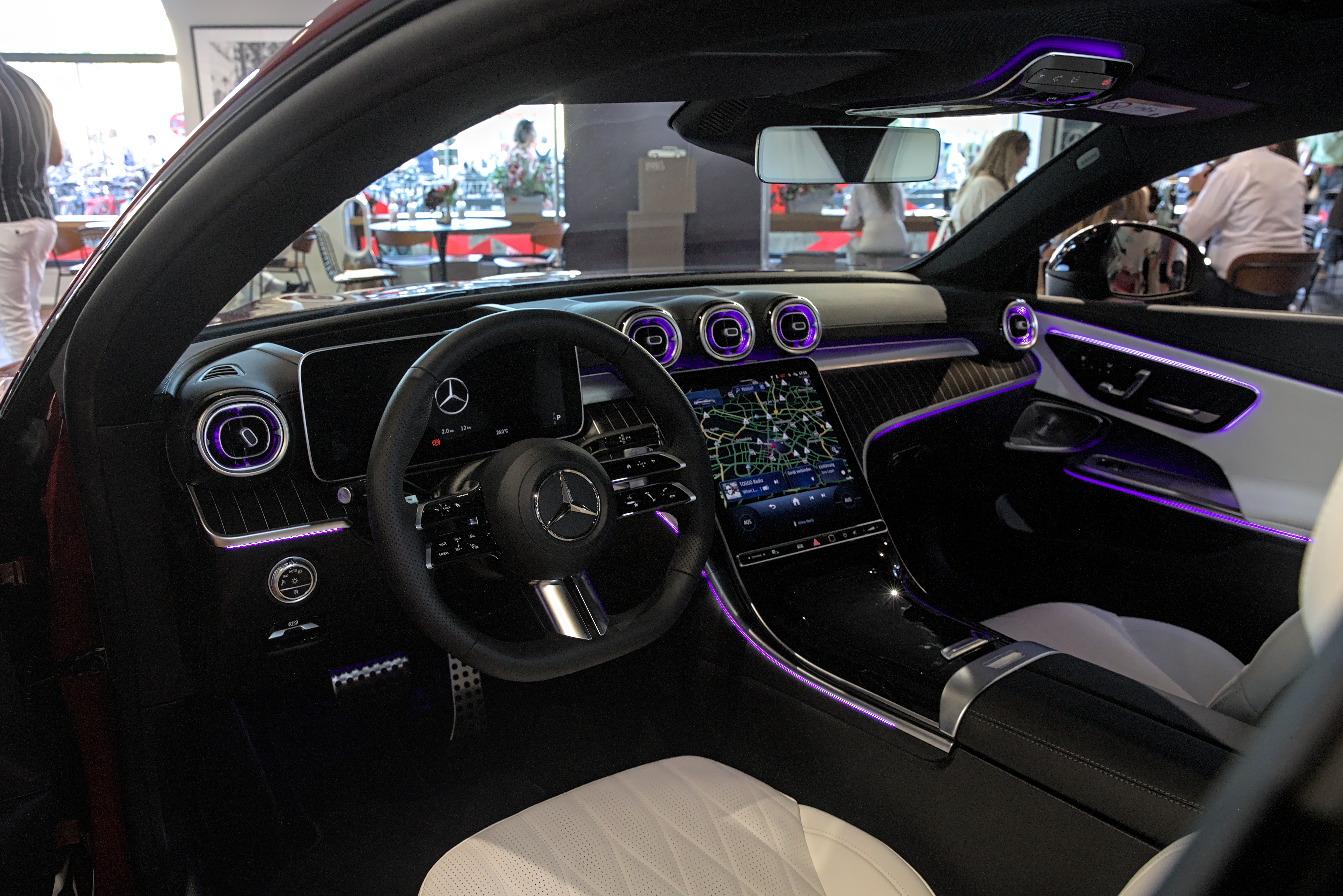
Interni

La vettura è stata presentata il 5 luglio 2023. La CLE è stata realizzata e progettata per andare a sostituire sia la Classe C che la Classe E nelle loro varianti coupé e cabriolet, come parte del nuovo programma aziendale di Mercedes volto a semplificare la sua gamma di modelli e a ridurne i costi.

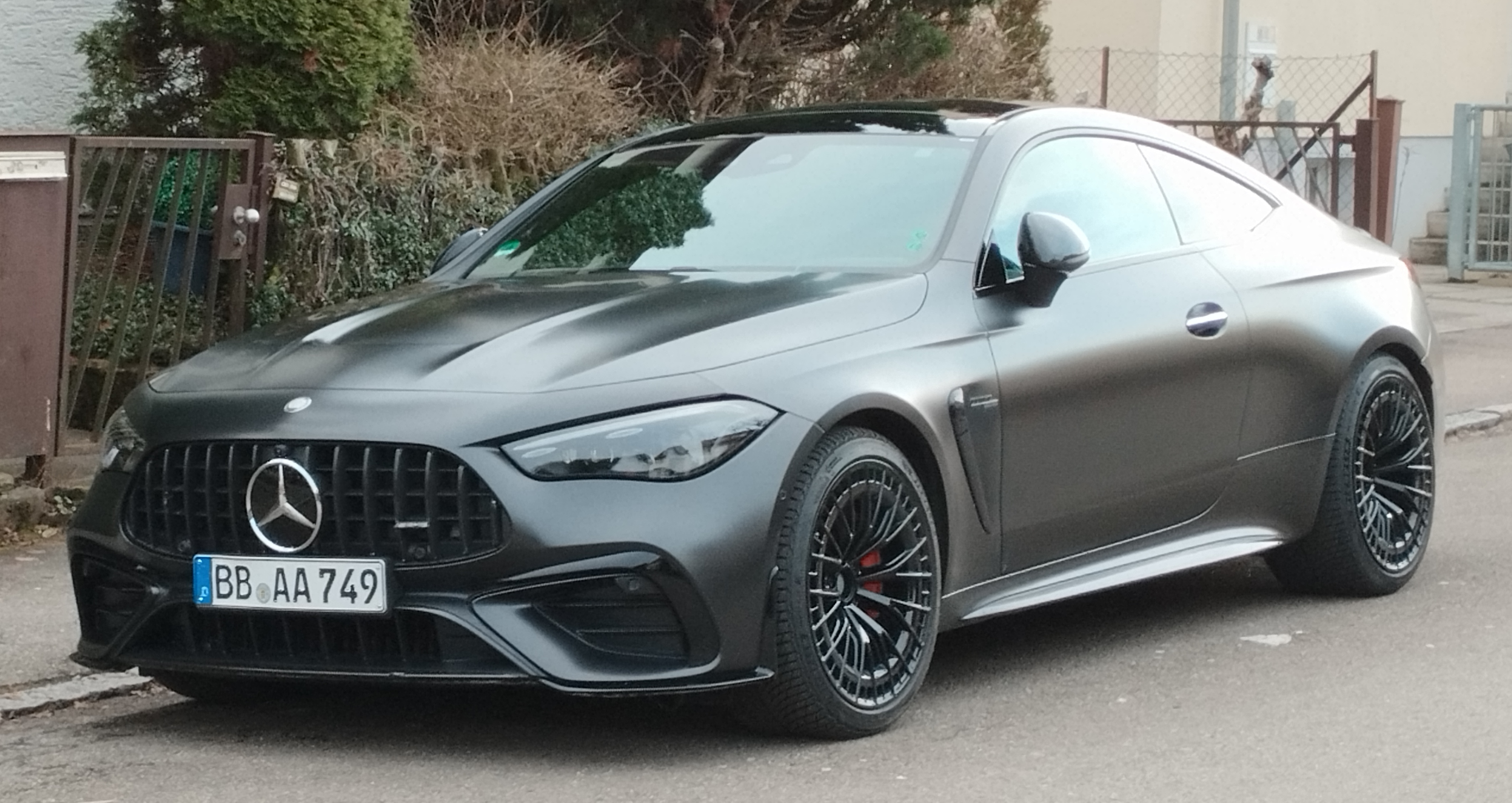
AMG CLE 53

Esteticamente presenta una griglia arrotondata con un singolo listello inserto una calandra a nido d'ape, con i fanali che riprendi lo stile della Classe C. La parte posteriore dalle forme più rotonde include luci posteriori a LED e un terzo volume molto raccolto e tondeggianti che integra lo spoiler retrattile. All'interno presenta l'ultima versione del sistema Mercedes-Benz User Experience (MBUX), con un touchscreen da 11,9 pollici posizionato verticalmente nella console centrale e un quadro strumenti orizzontale da 12,3 pollici.
La CLE è dotato del sistema KEYLESS-GO e del sistema di sicurezza GUARD 360° che aiuta a monitorare l'ambiente circostante al veicolo e avvisa il proprietario del rilevamento di urto o movimenti sospetti tramite l'app Mercedes me.
Le motorizzazioni al lancio della CLE sono condivise con la controparte berlina della Classe E con solo propulsori ibridi leggeri a quattro o sei cilindri (tre motori a benzina e un motore diesel) chiamati 200, 300, 220d e i modelli AMG 43, 53, e 63. Tutti hanno un sistema Mild Hybrid da 48 volt con moto-generatore integrato e un cambio automatico 9G-TRONIC.